# سروك (سررود الجنوبي)
سروك (بالفارسية: سروک) هي قرية تقع في إيران في قسم سررود الجنوبي الريفي. يقدر عدد سكانها بـ 2,210 نسمة .